# 697402 Ao
697402 Ao è un asteroide della fascia principale esterna. Scoperto nel 2020, presenta un'orbita caratterizzata da un semiasse maggiore pari a 3,229106 UA e da un'eccentricità di 0,089446, inclinata di 8,941115° rispetto all'eclittica.